# کتابت‌خانه
کتابت‌خانه اتاقی بوده‌است در صومعه‌ها و کلیساهای قرون وسطایی به منظور نسخه‌برداری(به عربی: استنساخ) از روی دستنویس‌ها اختصاص داشته‌است یا به‌طور کلی برای نوشتن و مطالعه از آن استفاده می‌شده‌است.
در دوره‌ای که کتابخانه‌های سلطنتی رایج شد، دو بخش مهم در این نوع کتابخانه‌ها بسیار قابل توجه بود. یکی کتابت‌خانه و دیگری صورت‌خانه بوده که به خصوص این دو قسمت از دورهٔ ایلخانان به بعد به دلیل رشد و گسترش کتاب آرایی در دربار تشکیلات و کارکنان و هنرمندان زیادی را جلب کرد و کانون اصلی هنرهای تصویری خطاطی و تذهیب و غیره شد.